# John Henry Twachtman

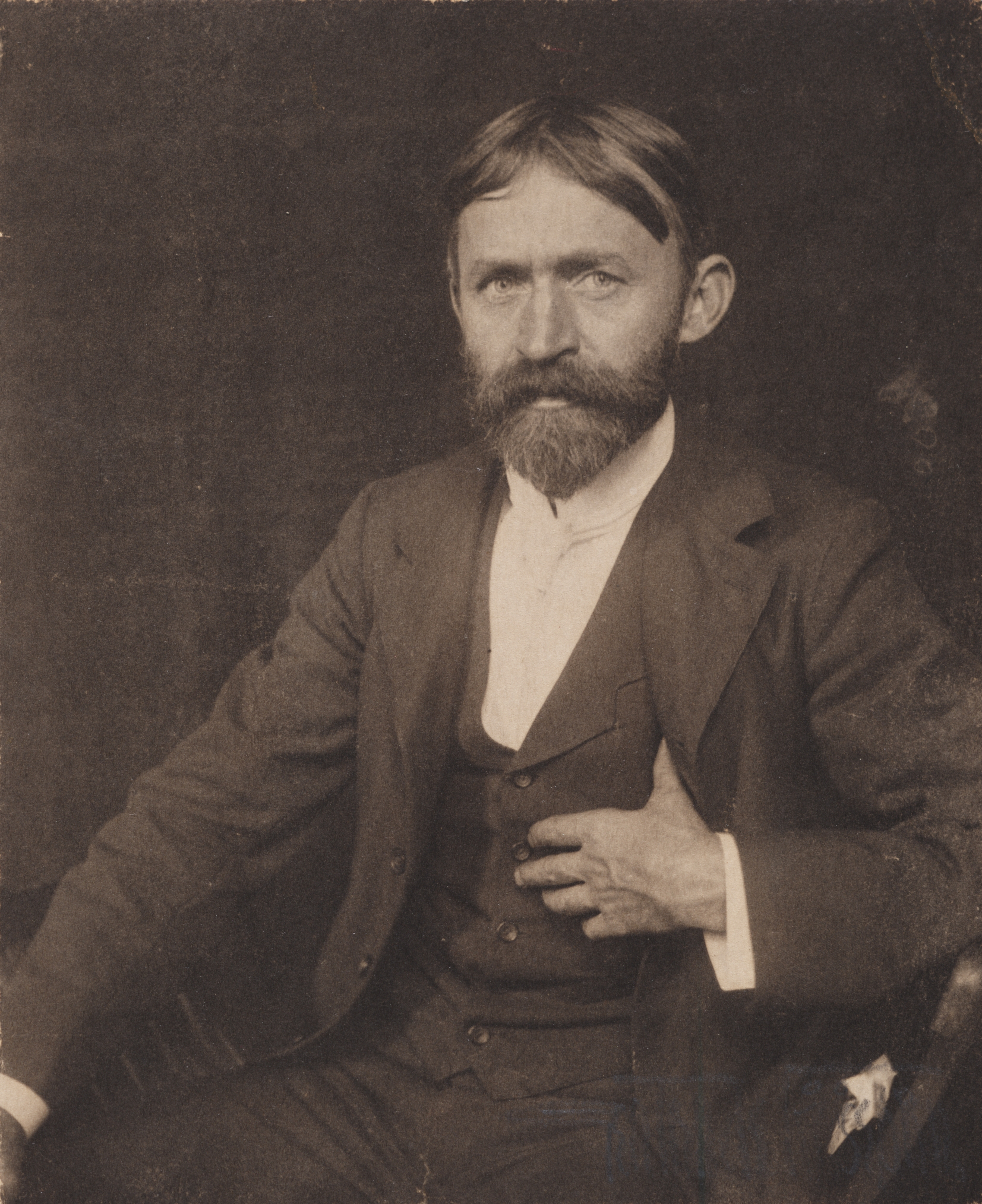
Twachtman, ca. 1900, door Gertrude Käsebier

John Henry Twachtman (Cincinnati, Ohio, 4 augustus 1853 – Gloucester, Massachusetts, 8 augustus 1902) was een Amerikaans kunstschilder, vooral bekend om zijn impressionistische landschappen.

## Leven en werk
Twachtman begon zijn studies aan de Micken School of Design en in het atelier van Frank Duveneck te Cincinnati. Van 1875 tot 1877 zette hij zijn opleiding voort in Duitsland, aan de Academie voor Schone Kunsten te München en bracht onder andere een bezoek aan Amsterdam. Later reisde hij met onder meer Duveneck en William Merritt Chase door naar Venetië. In 1878 keerde hij terug naar Amerika. Daar schilderde hij vooral kustlandschappen in de staten New York en Cincinnati, met een losse penseelvoering en in een schaduwachtige atmosfeer, als geleerd in München. Hij werd lid van de Society of American Artists.
In 1880 reisde hij opnieuw naar Duveneck, die zich toen in Florence bevond. Aansluitend bezocht hij Engeland (op huwelijksreis), Duitsland, België en samen met Julian Alden Weir ook Nederland, waar hij Anton Mauve leerde kennen. De impressionistische werkwijze van Mauve zou hem sterk beïnvloeden. Aan Weir schreef hij later dat hij zijn In Holland gemaakte werken de beste uit deze periode vond.
Van 1883 tot begin 1885 studeerde Twachtman aan de Académie Julian in Parijs, waar hij zijn impressionistische stijl verder ontwikkelde, met duidelijke kenmerken van het tonalisme. In 1885 werkte hij opnieuw enkele maanden in Nederland. In 1886 keerde hij definitief terug naar Amerika, waar hij veel samenwerkte en exposeerde met zijn vrienden Julian Alden Weir en de van oorsprong Deense kunstschilder Emil Carlsen. Ook maakte hij deel uit van een impressionistisch georiënteerde kunstenaarskolonie in Cos Cob, Connecticut.
Twachtman ontwikkelde geleidelijk een heel persoonlijke impressionistische techniek van schilderen, waarbij hij vooral de sfeer probeert te vangen. In korte tijd groeide hij uit tot een van de meest vooraanstaande Amerikaanse landschapschilders van zijn tijd. Ook maakte hij naam als etser. In 1893 exposeerde hij zijn werk samen met Claude Monet in de New York Gallery. In 1897 trad Twachtman toe tot de impressionistische schildergroepering Ten American Painters. Later zou zijn stijl abstracter worden en zelfs modernistische trekjes krijgen. Deze ontwikkeling kon zich echter niet doorzetten vanwege Twachtmans plotselinge dood in 1902, na een hersenbloeding, net 49 jaar oud.
Werk van Twachtman is momenteel te zien in tal van grote Amerikaanse musea, waaronder het Metropolitan Museum of Art te New York, de National Gallery of Art te Washington D.C. en het Museum of Fine Arts (Boston) te Boston.

## Galerij

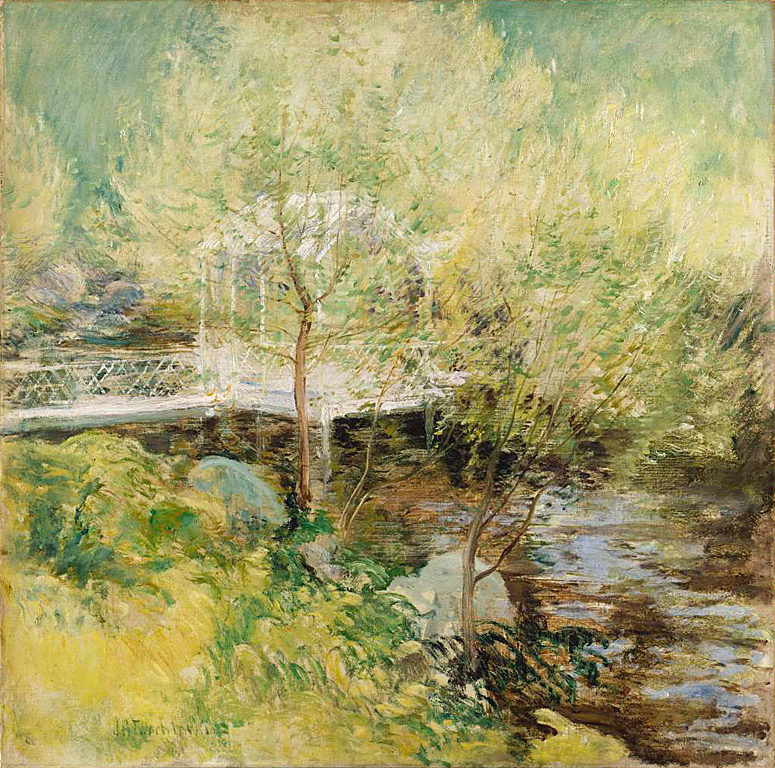
The White Bridge
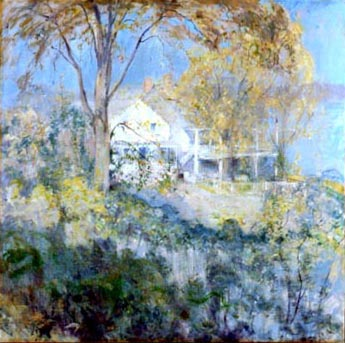
October
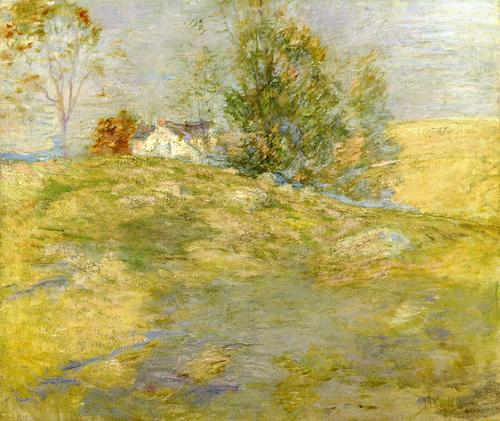
Artists Home in Autumn
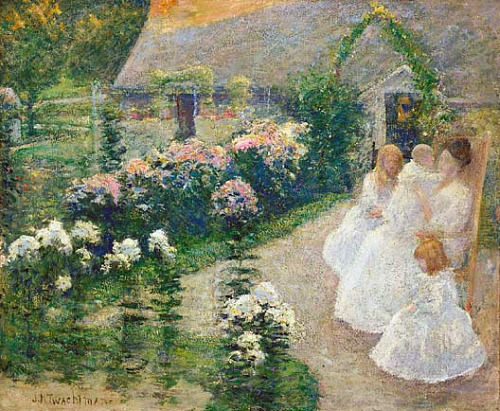
On the Terrace
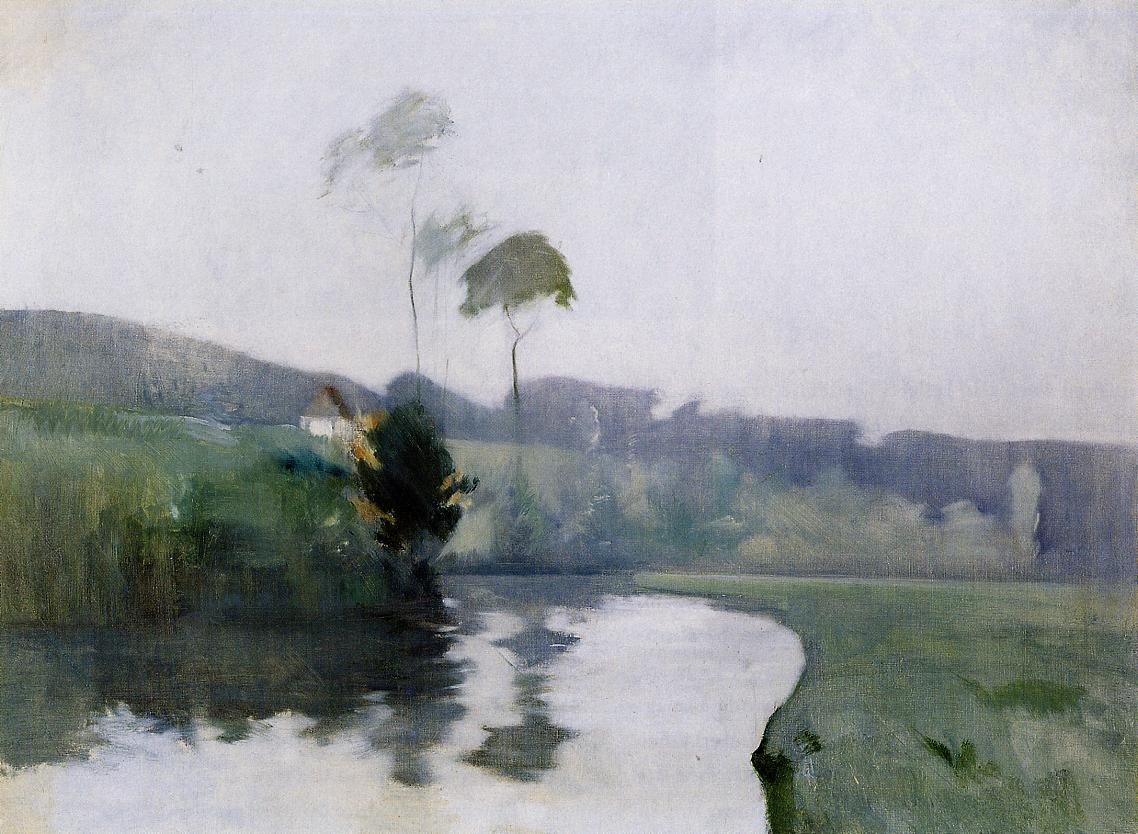
Springtime

## "Hollandse werken"

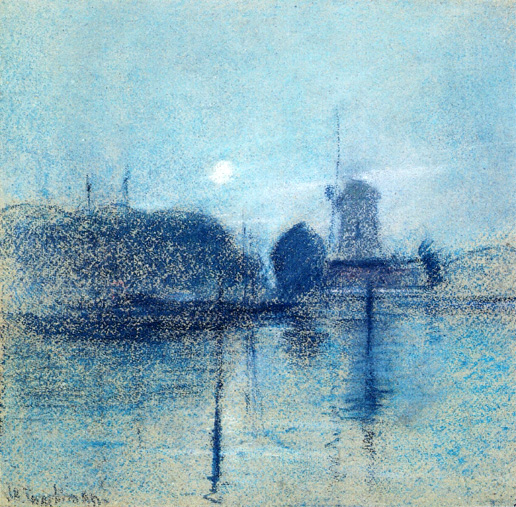
Dutch Landscape
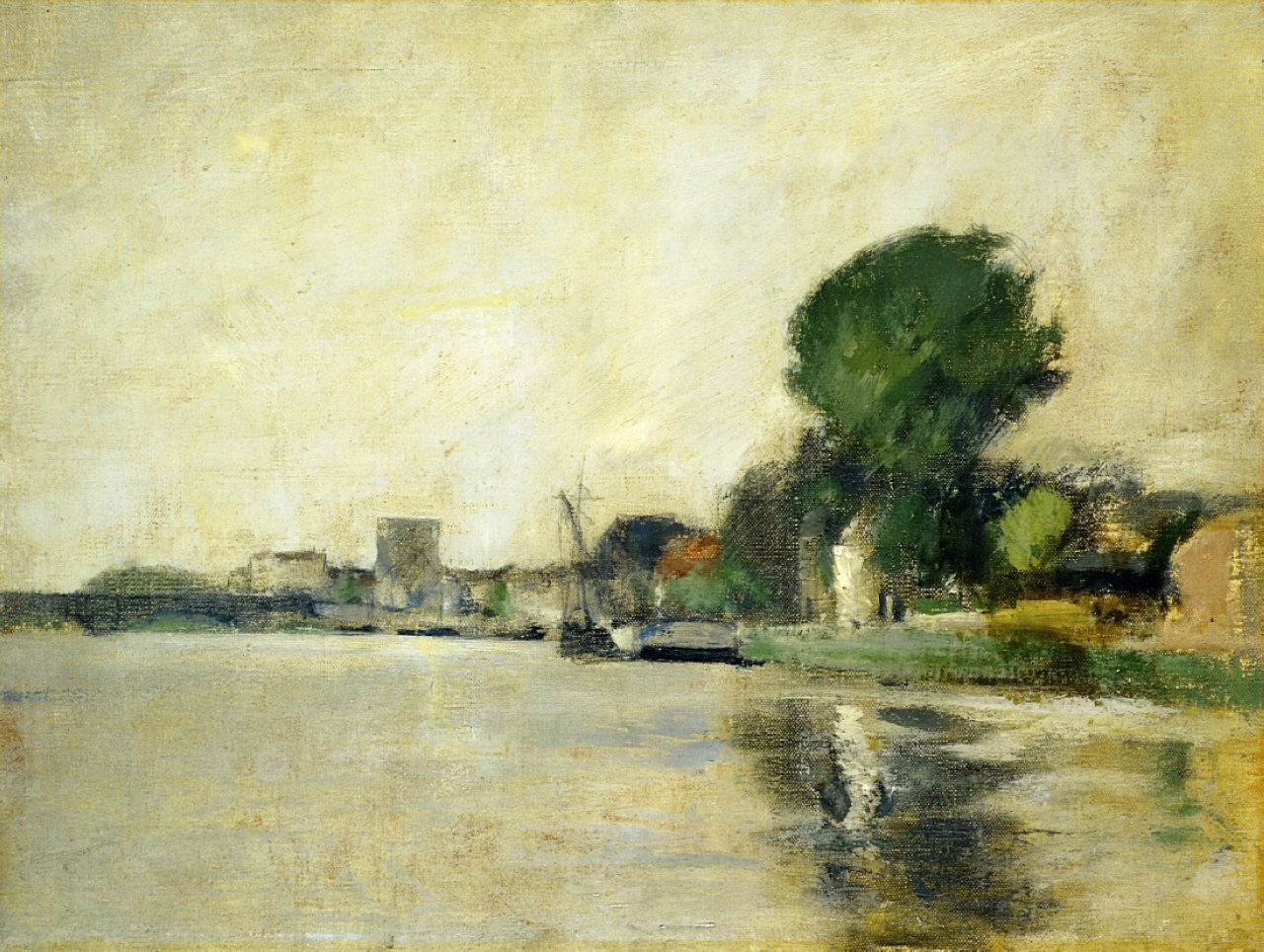
View along a river in Holland
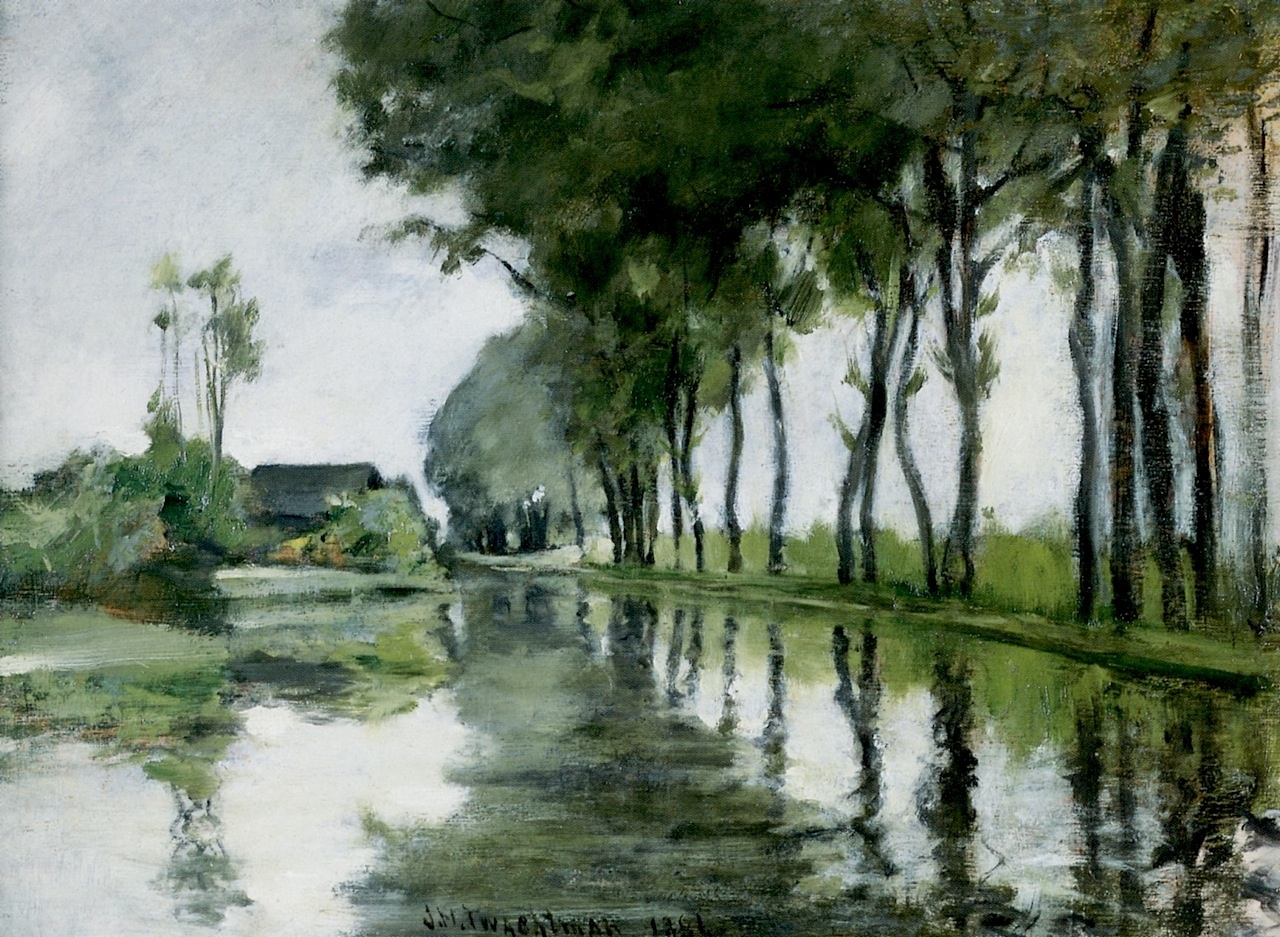
Canal scene, Holland
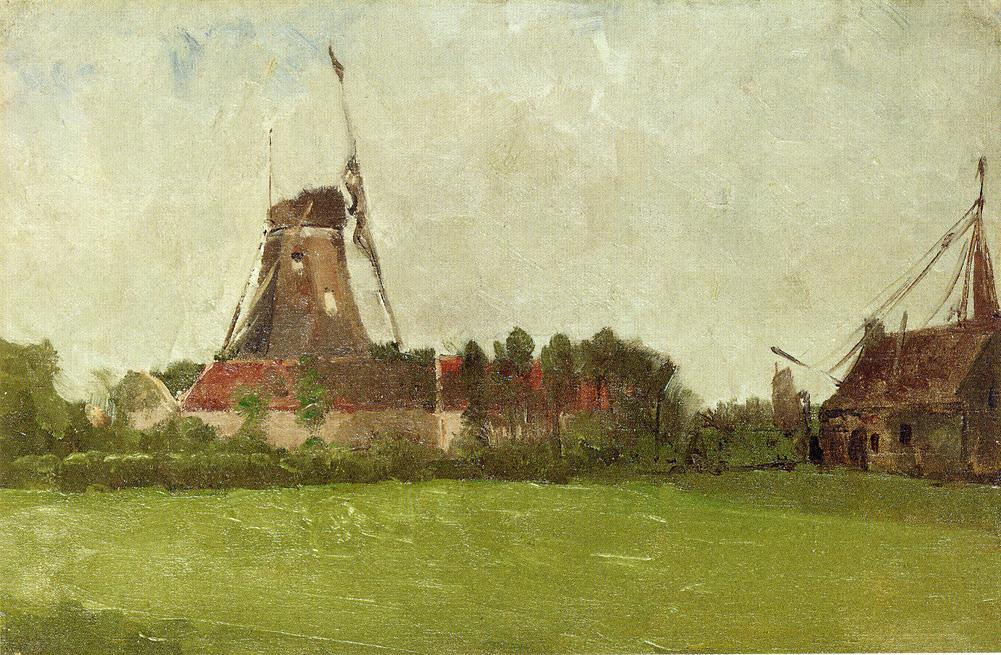
Holland
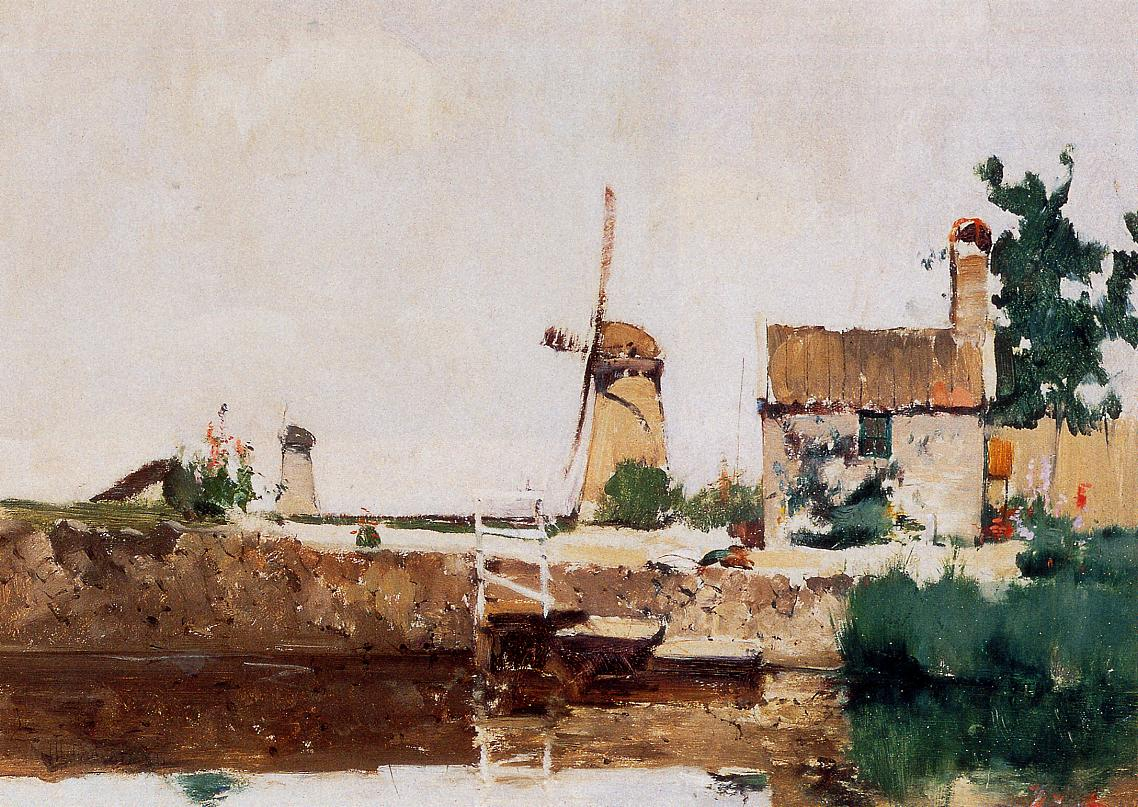
Windmills, Dordrecht